# Campbell Town
Campbell Town – miasto w Australii, na Tasmanii.